# Carl Stupper
Carl Leopold Stupper (* 30. Juni 1808 in Wiener Neustadt in Niederösterreich; † 11. August 1874 in Wien) war ein österreichischer Mediziner und Apotheker.

## Leben

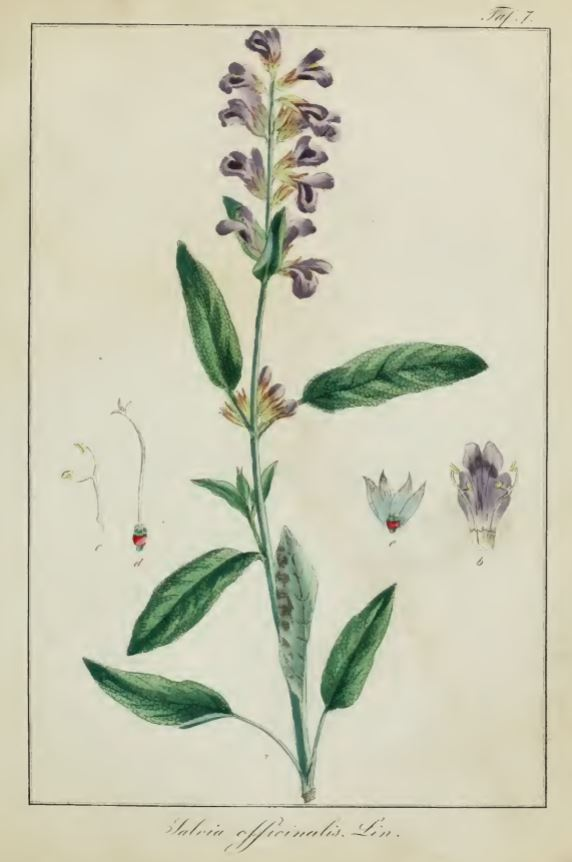
Beispiel aus Medizinisch-pharmaceutische Botanik, Band 1

Carl Stupper besuchte das Gymnasium in Wien und studierte anschließend Philosophie an der Universität Wien. Nachdem er das Studium 1828 beendet hatte, machte er eine Apothekerausbildung in Baden und war in mehreren Apotheken im In- und Ausland tätig. Danach studierte er Pharmazie und Chemie wiederum in Wien und erhielt 1834 das Diplom. Ein Jahr lang vervollkommnete er seine wissenschaftliche Ausbildung in Deutschland, bevor er mit dem Medizinstudium an der Universität Wien begann. Im Jahr 1842 promovierte er hier zum Doktor der Medizin und zum Magister der Geburtshilfe. Seine Dissertation mit dem Titel Die Metallvergiftungen beschäftigt sich mit den Vergiftungen durch Arsenik, Quecksilber, Kupfer, Blei, Antimon, Silber, Zink, Zinn, Chrom, Wismuth, Gold und Eisen. Stupper beschreibt darin die Wirkungen der Gifte, die Symptome beim Menschen sowie die Behandlungsmöglichkeiten.
Anschließend unterrichtete er als Assistent an der Universität Wien die Fächer Physik, Chemie und Botanik und war als Armenarzt in der Rossau im 9. Wiener Gemeindebezirk tätig. Ab 1850 praktizierte er als Arzt in der Inneren Stadt.
In den Jahren 1841 (Band 1) bis 1843 (Band 2) schrieb Stupper sein umfangreiches Werk Medicinisch-pharmaceutische Botanik oder Beschreibung und Abbildung sämmtlicher in der österr. Landes-Pharmacopoe vom Jahre 1836 aufgeführten Arzneipflanzen. Auf insgesamt 500 Seiten stellt er die Pflanzen für Studenten, Ärzte und Pharmazeuten detailliert dar. Speziell geht er auf deren Wirkung, die Anwendungen in der Medizin und die Gefahren von Verwechslungen ein. Viele Pflanzen werden auch auf handkolorierten Zeichnungen abgebildet.
Carl Stupper war politisch engagiert und gehörte während der Revolution 1848 dem Verwaltungsrat der Nationalgarde an. Im Jahr 1861 wurde er vom Bezirk Alsergrund in den Gemeinderat entsandt. Dort regte er den Bau der I. Wiener Hochquellenleitung zur Versorgung von Wien mit Trinkwasser aus dem Rax-Schneeberg-Gebiet an.